# Etolansaaret
Etolansaaret är en ö i Finland. Den ligger i sjön Pääjärvi och i kommunen Hollola i den ekonomiska regionen  Lahtis ekonomiska region  och landskapet Päijänne-Tavastland, i den södra delen av landet, 100 km norr om huvudstaden Helsingfors. Öns största längd är 490 meter i öst-västlig riktning. Notera att namnet antyder att det är fråga om flera öar.